# Наумовка (Нижегородская область)
Нау́мовка — село в Арзамасском районе Нижегородской области. Входит в состав муниципального образования сельское поселение Чернухинский сельсовет.

## Название
По данным обследования 1859 года село имело три названия: Наумовка, Самодуровка, Новая Пустынь.
Жители села считают, что село получило такое название от имени Наума. В народе его звали «самодуром». Наум как говорит предание выехал из Старой Пустыни и обосновался на новом месте. Из-за нехорошей славы первопоселенца село получило своё первое название Самодуровка. Так же в селе бытует версия, что село какое-то время называлось Новой Пустынью.

## География
Располагается в 7,3 км от Пустыни, примерно в 57 км от Арзамаса, являясь, таким образом, самым отдалённым населённым пунктом Арзамасского района.

## История
Основана как деревня в промежутке 1820—1855 гг. Помещиков в деревне не было, так как она являлась казённой (государственной). Крестьяне жили бедно до конца XIX века, пока в деревне не началась торговля. Тем самым в деревне произошёл процесс разделения крестьян на зажиточных и бедняков, однако большинство крестьян остались бедными.
В 1859 году было 28 дворов, 111 мужчин и 104 женщины. Массовое переселение крестьян из с. Пустыни в д. Наумовку началось в 1850-е годы. В эти годы переехали семьи Бутусовых, Федотовых, Создашовых, так же в деревню переехал Макаров С. Д. со своей семьёй.
Население Наумовки русское, православные и старообрядцы.
По данным обследования 1891 года в деревне было 78 дворов и 422 жителя.
В деревне занимались земледелием: выращивали рожь, пшеницу, овёс, ячмень. Так же некоторые крестьяне занимались перепродажей зерна, хлеба и мяса. Кроме этого они занимались изготовлением древесного угля, который сбывали в сёлах Горбатовского уезда, г. Ворсме и г. Павлове. Занимались так же торговлей мёда, дёгтя, воска, драли мочало и ткали из него большие мешки (кули).
Ярмарок, садов и маслобоен в деревне не было. В конце деревни стояла мельница, которая принадлежала Ивану и Даниилу Ивановичу Галкиным. Имелось в деревне так же несколько дегтярных и кирпичных заводиков. В деревне была и лесопилка, которая принадлежала Волосову В. А., а также бакалейная лавка — владельцем которой был Деньшёв. Обучались жители села сами на дому, ходили обучаться в с. Пустынь в церковно-приходскую школу. До революции в деревне был молельный дом, деревня относилась к приходу Успенской церкви с. Пустынь.
Советская власть установилась в селе в 1918 году мирным путём. В установлении новой власти выступили активистами И. И. Бутусов, П. И. Попов, им помогали первые комсомольцы. Был организован комитет бедноты, в состав которого вошли Антон Семёнович Хазов, Семён Фёдорович Суворов. Комитет занимался изъятием лишнего зерна у зажиточных крестьян и выдавал его голодающему населению, а также его отправляли в город. В начале 1920 годов коммунисты активно занимались агитацией населения. Они ходили с красными флагами, устраивали сходы, убеждали крестьян в необходимости вступления в колхоз.
По данным Всероссийской промышлённой переписи 1920 года в деревне было две ветряных мельницы владельцами которых являлись Траёв Василий Кузьмич и Галкин Яков Андреевич, так же было две кузницы которые принадлежали Суворовым Ивану Егоровичу и Ивану Яковлевичу, два дегтярных заводика хозяевами которых были Рябов Василий Никифорович и Подпорин Ефрем Степанович, ещё в деревне было две круподелки владельцами были Вяльдина Анна Ивановна и Галкин Даниил Михайлович.
С 1928 по 1931 гг. проводилось раскулачивание зажиточных семей. У них конфисковывали имущество, скот, запасы хлеба и других посевных культур. Некоторые крестьяне подверглись репрессиям и высылки. Больше всех пострадали от раскулачивания семьи Волосовых, Галкиных, Догиных, Создашёвых. Раскулачивали и совсем невинных людей, например Алексея Андреевича Спиридонова раскулачили за то, что он был «яростным сторонником религии».
В 1934 году был организован колхоз им. Блюхера в 1938 году он был переименован в колхоз «Красная Наумовка», а в 1940-х годах он получил мемориальное название и ему было присвоено название им. Кирова впоследствии в 1960-х годах он получил своё последнее название «Наумовский». Вступили в него все добровольно. Первыми колхозниками стали Н. И. Бутусов, И. И. Бутусов, А. И. Кашин, Н. И. Никитин. Первым председателем избрали Бутусова И. И., а бухгалтером выбрали Суворова Василия Ивановича.
В колхозе насчитывалось 4 лошади и 100 га земли.
В 1935 году в Наумовке построили избу- читальню, провели радио. Клуба в деревне не было и жители собирались на дому и там пели, танцевали, рассказывали разные истории. В этом же году за счёт вырубки леса в колхозе увеличилась посевная площадь до 400 Га, появились первые сельхоз машины. В колхозе люди трудились на совесть и поэтому стали появляться передовики, одной из них стала бригадир полеводческой бригады Кочеткова К. И за трудовые успехи её направили на сельскохозяйственную выставку в Москву.
Вскоре мирная жизнь была нарушена. Началась война и 214 мужчин было призвано в ряды Советской Армии, но не всем было суждено вернуться обратно. 116 человек отдали свои жизни на полях боёв и живыми вернулись лишь 98 человек.
Хочется кратко рассказать о некоторых ветеранах. Макаров Карп Васильевич, прошёл всю войну вплоть до 1945 года, за ратные подвиги, совершённые в боях он награждён орденом Красной Звезды. Бутусов Иван Павлович, В годы войны был разведчиком. Война для него началась в январе 1943 года, а закончилась в сентябре 1944 года под г. Будапештом в Венгрии. Победу встретил в госпитале г. Евлах Азербайджанской ССР. За время боевых действий был награждён двумя медалями «За Отвагу». Волосов Алексей Васильевич. В годы войны был наводчиком артиллерийского орудия. Прошёл всю войну, за отвагу и мужество проявленное в боях был награждён медалью «За Отвагу». Ветеранами войны являются: Антонов П. И. (награждён двумя медалями «За боевые заслуги»), Бутусовы А. И, В. С, Я. С, Н. П, Галкин Л. И, Догин И. В, Майоровы А. И, Ф. И., Макаровы И. И., И. Г., Панкратов И. В., Подпорин А. С., Рогалёв А. Н., Рябовы А. М., М. И., Н. Ф., Суворовы А. Я., В. Г., Г. Ф., М. И., П. Ф., П. И., Ф. В., Ф. И., Ф. И., Создашёвы И. А., И. А., В. В., Ф., Ушилов В. В., Федотов Г. В., Хазовы Т. А., Л. А. Косолаповы Ф. И.,А.И.,Я.И.,и многие другие.
В тылу оставались женщины которые не покладая рук трудились для фронта, самыми передовыми были: А. В. Бутусова, Ф. М. Вяльдина, М. М. Рябова, А. М. Суворова и другие.
Наступил мир. С фронта стали возвращаться мужчины и село постепенно стало возвращаться к прежней, мирной жизни. Выбрали председателя колхоза Маслова В. П. это человек с очень активной жизненной позицией, очень много сил отдал колхозу. В 1951 году начальная школа стала семилетней. Под его руководством была образована щепная артель.
Руководил колхозом Маслов до 1956 года. Его сменил на этом посту Бутусов Николай Петрович.
В 1957 году больших успехов в овцеводстве достигла Бутусова Аксинья Васильевна. Она больше всех настригла шерсти со своих овец. За это её наградили почётными грамотами Горьковского облисполкома и Чернухинского исполкома трудящихся. Она была направлена в г. Горький на сельскохозяйственную выставку. Где и получила эти грамоты.
С 1958 года колхозной бухгалтерией руководил очень ответственный и добросовестный бухгалтер Антонов П. И. и его заместители Бутусов И. П. Макаров К. В.
За это время школа стала восьмилетней и в 1959 году была переведена в новое здание. На средства колхоза началось строительство домов для колхозников, назвали эту улицу Новая Линия. За счёт увеличения пахотных земель 1400 га, из которых 889 га — засевались зерновыми. Увеличилась поголовье скота, как крупного рогатого, так и свиней, овец. В колхозе был большой табун лошадей. Появилось много рабочих мест. Люди, видя хорошие условия роботы и жилья, стали работать на совесть и с большой отдачей. В результате в деревне появились леспромхоз, клуб (1969 год), новый медпункт, детский сад, жилой фонд составил 385, число жителей возросло до 1260 человек.
В 1961 году колхоз «Наумовский» стал передовым хозяйством, стал участником Всесоюзного съезда передовых колхозов, представлял колхоз на съезде, его председатель Бутусов, Николай Петрович получил благодарность от Никиты Сергеевича Хрущёва.
В 1961 г. и 1965 г. под руководством археолога Черникова В. Ф. проводились раскопки селищ эпохи бронзы (поздняковская культура) и трёх курганов в которых были найдены фрагменты фатьяновской керамики, а также изделия из кремня: ножи на пластине и на сколе, резец на сколе, отщеп с ретушью, отбойник.

В 1979 году отличниками труда были: Бутусова В. А., Бутусов А. В., Федотов Г. В., Потапов К. Ф., Роголёв В. И., Траёва М. Хозяйство продолжало развиваться, стали заниматься следующими промыслами: изготовление мочальных верёвок, изготовление мешков из рогожи, молярные кисти из мочала. Так же большим спросом пользовались материалы от лесопереработки — пиломатериал, древесный уголь, веники, мётлы и т. д.
В 1981 году колхоз стал миллионером и занимал пятое место по району, началось строительство ул. Молодёжной. Председатель колхоза Бутусов Н. П. ушёл на пенсию, он отработал 25 лет на одном месте. На его место был назначен Шорников В. Г.
В 1992 году были открыты фельдшерско-акушерский пункт, детский сад, средняя школа — переехала в новое здание.

## Население
| 1859 | 1891 | 1999 | 2002 | 2009 | 2010 |
| ---- | ---- | ---- | ---- | ---- | ---- |
| 215  | ↗422 | ↗859 | ↘710 | ↘704 | ↘651 |

## Инфраструктура
Личное подсобное хозяйство с зоной сельскохозяйственного использования, индивидуальная застройка усадебного типа.
В 2012 году на всей территории села был заменён водопровод, 16 сентября 2016 года в селе был запущен в эксплуатацию газопровод.

## Достопримечательности
В 1972 году на средства колхоза был установлен памятник односельчанам, погибшим в годы Великой Отечественной войны. На гранитной плите написаны имена всех погибших в боях за родину. В 2015 году произведена реконструкция памятника погибшим односельчанам на фронтах Великой Отечественной войны.

## Транспорт
В 2013 году была отремонтирована дорога до села. Автобусное сообщение с райцентром. Остановка общественного транспорта «Наумовка».